# Žepče
Žepče è un comune della Federazione di Bosnia ed Erzegovina situato nel Cantone di Zenica-Doboj con 31.582 abitanti al censimento 2013.

## Galleria d'immagini

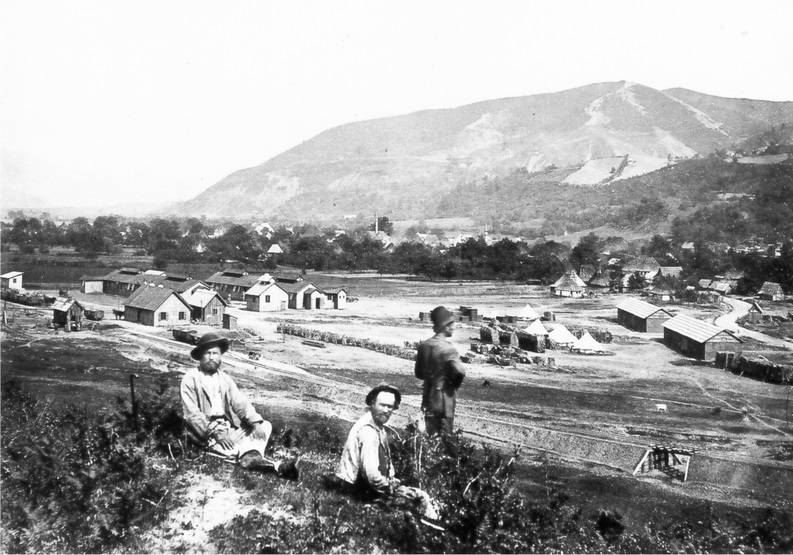
Costruzione della linea ferroviaria (1879)
Stemma della 111. brigata Zepce della HVO (1992-1995)
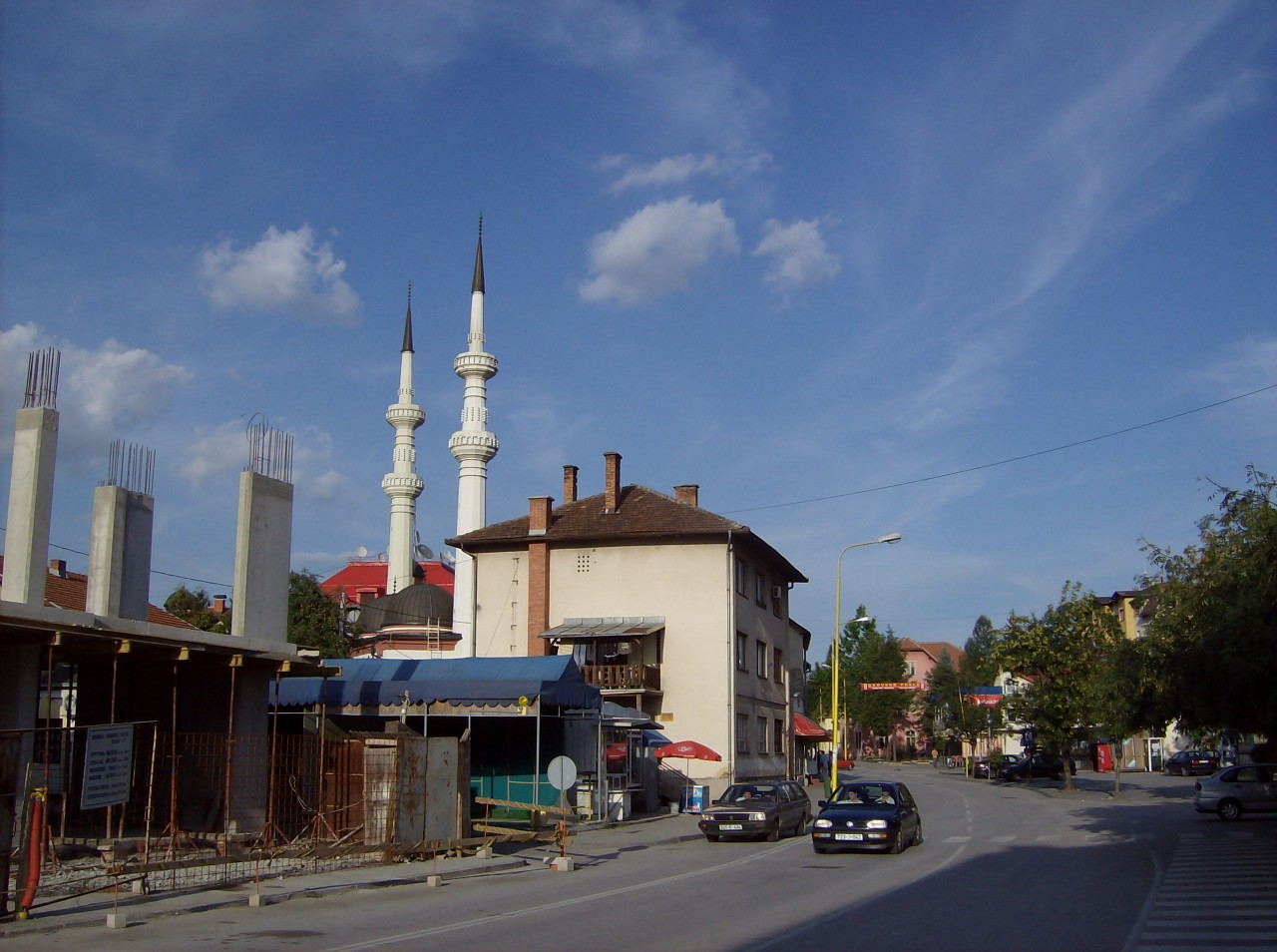
Moschea
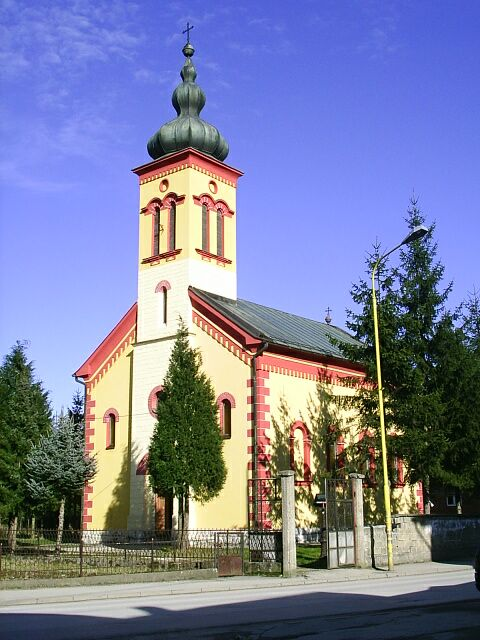
Chiesa Cattolica
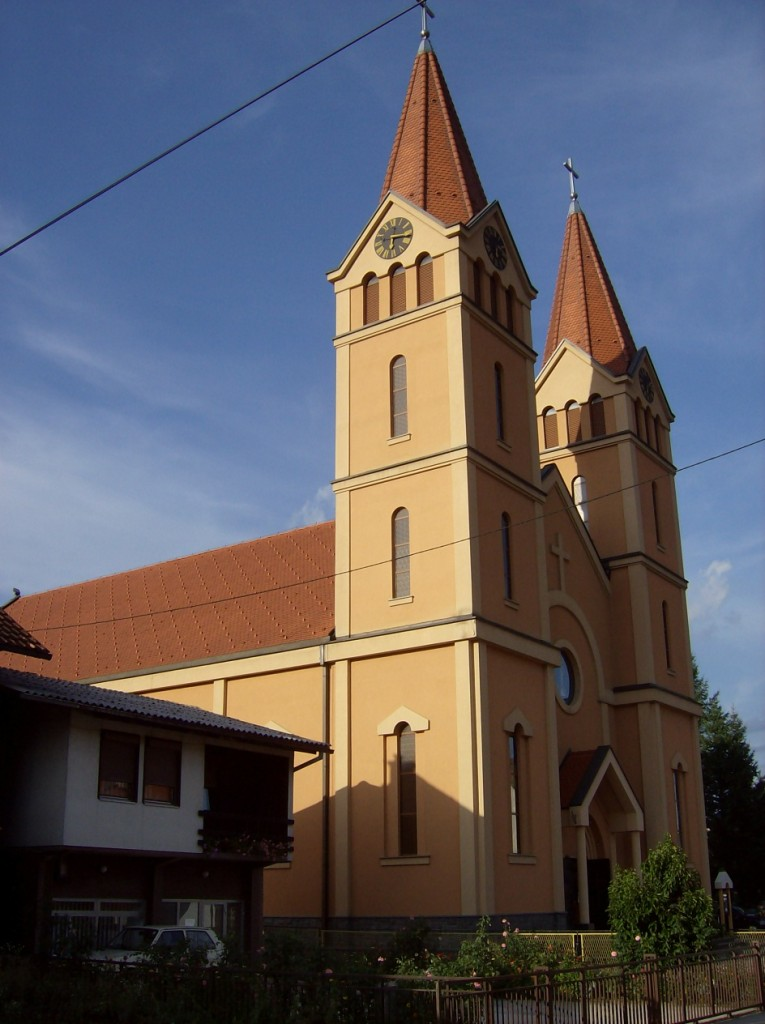
Chiesa di Sant'Antonio da Padova
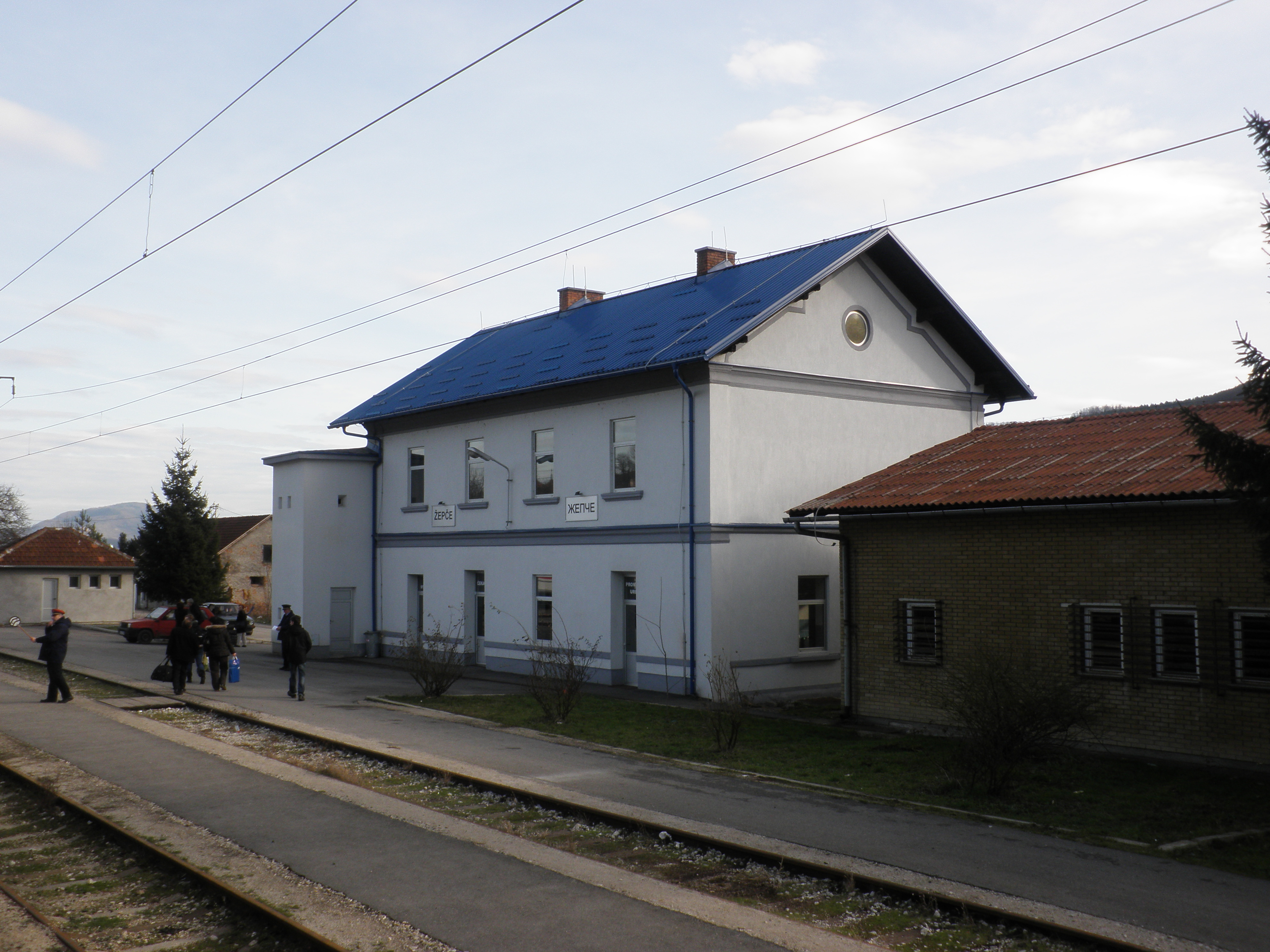
Stazione ferroviaria
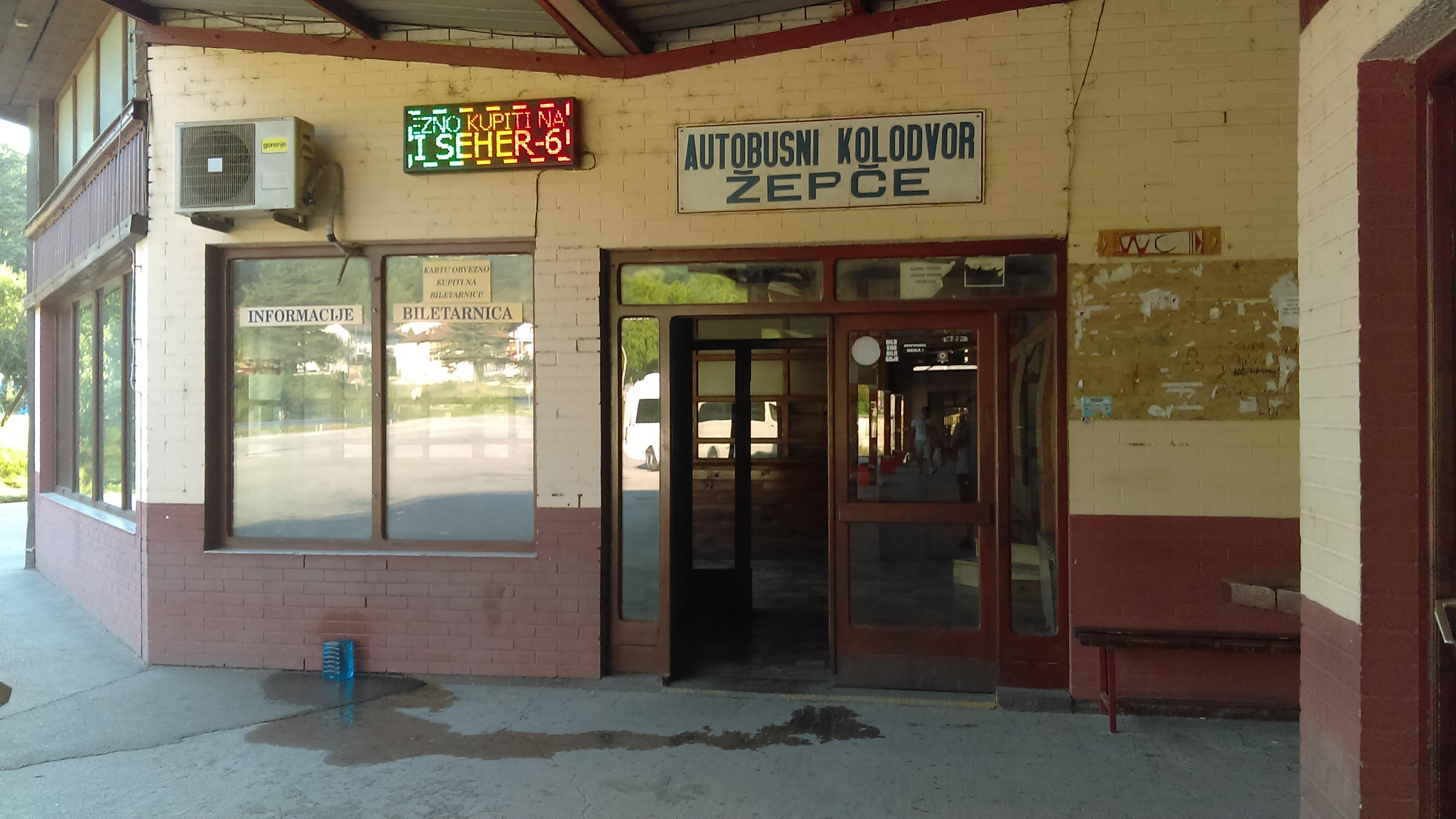
Stazione autolinee
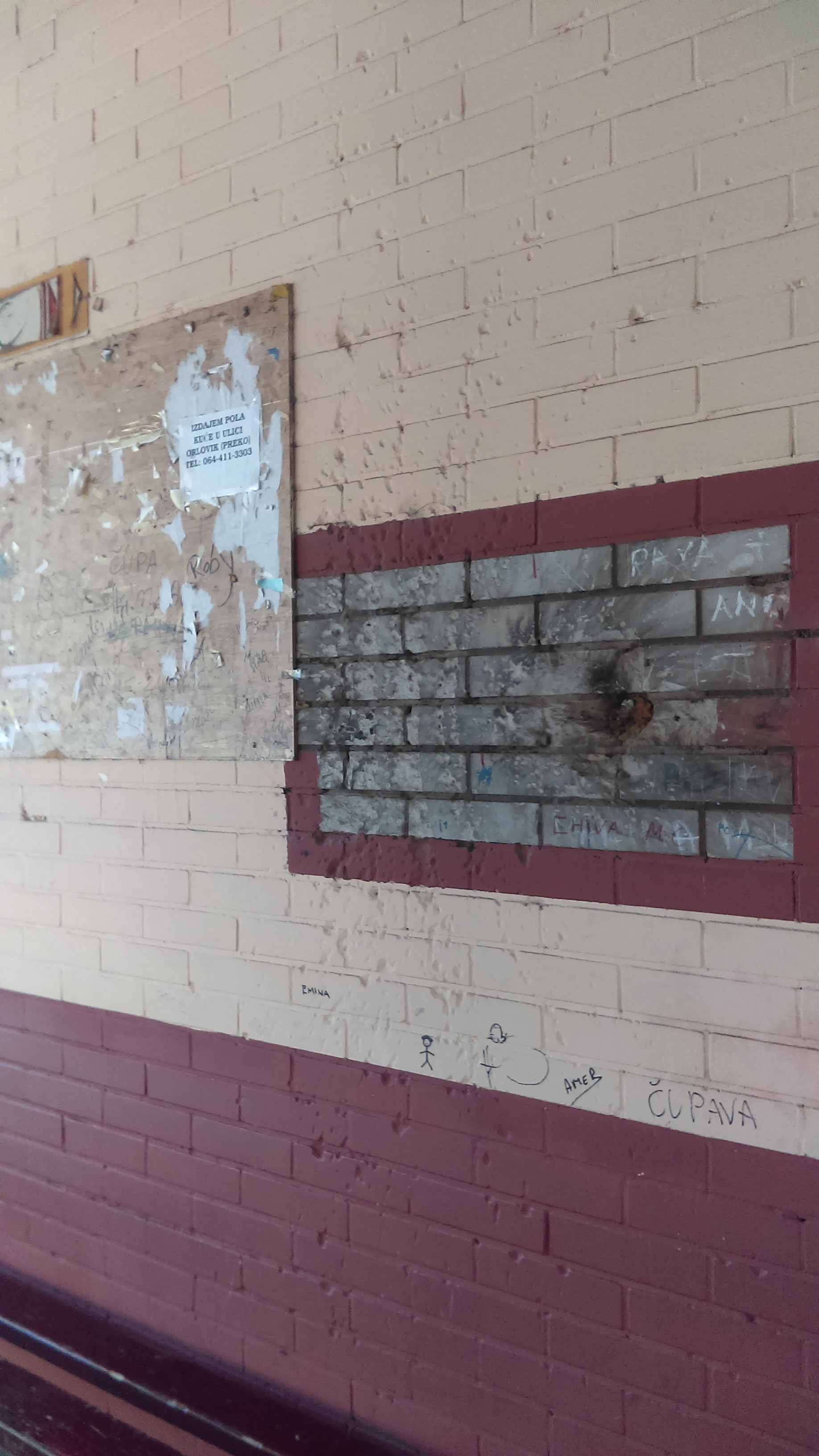
Stazione autolinee (segni di guerra)